# Oosterhesselerbrug
De Oosterhesselerbrug is een brug over de Verlengde Hoogeveense Vaart in Oosterhesselen in de Nederlandse provincie Drenthe.

## Geschiedenis
In 1940 werd de brug opgeblazen door de aanwezige Nederlandse militairen in een poging de Duitse aanval op Nederland te vertragen. Bij het verdedigen van de brug sneuvelde één Nederlandse militair en minimaal één Duitse soldaat. Het officiële rapport van de Nederlandse compagniecommandant spreekt van waarschijnlijk 70 man.

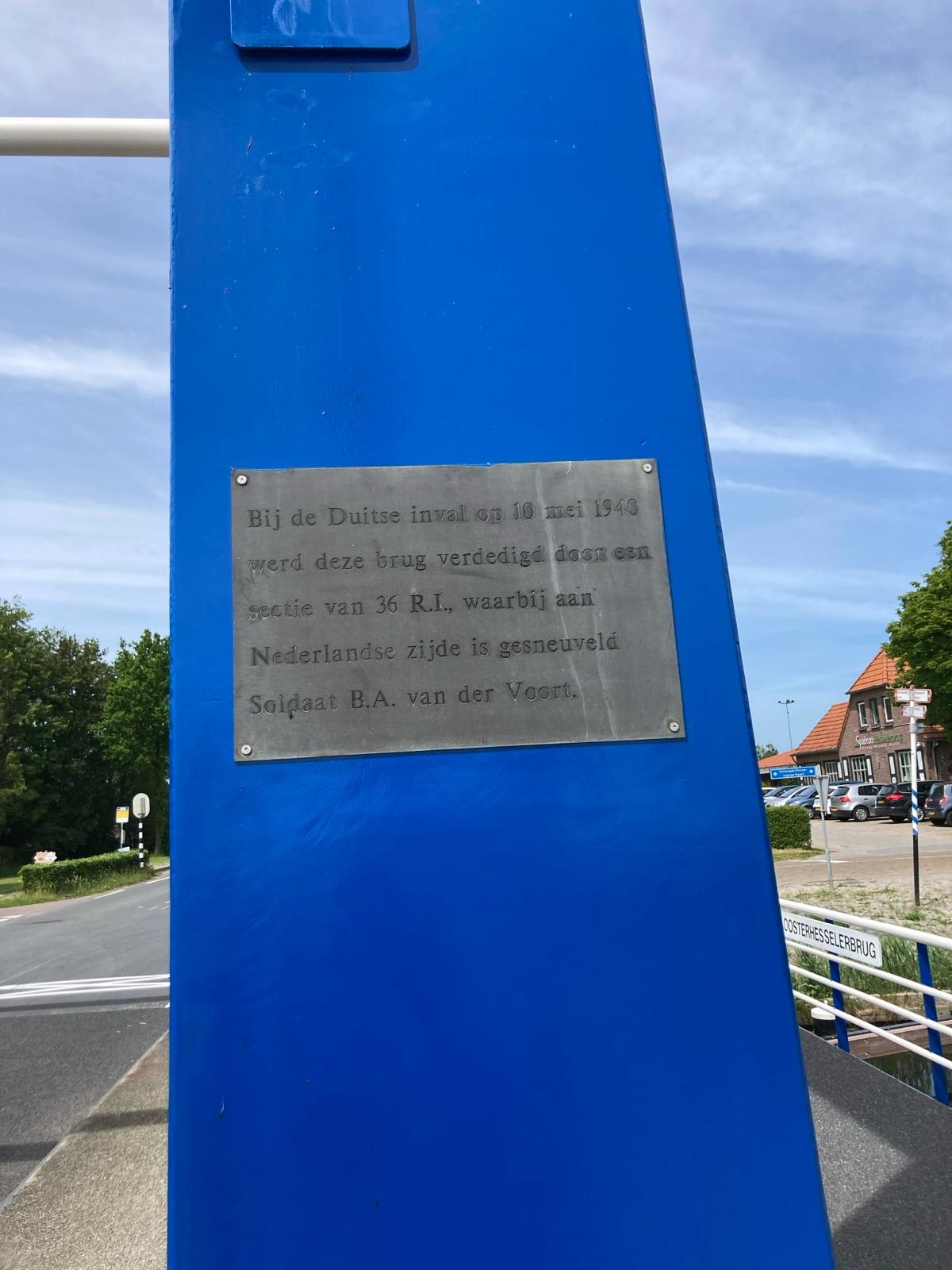

Gedurende de bevrijding van de Duitse bezetting in Nederland werd er opnieuw gevochten bij de brug, ditmaal tussen de Duitse bezetters enerzijds en Poolse en Belgische eenheden anderzijds. Gedurende de slag zijn vrijwel alle huizen en boerderijen rondom de brug ernstig beschadigd of afgebrand.